# Most na rzece Kwai (film)

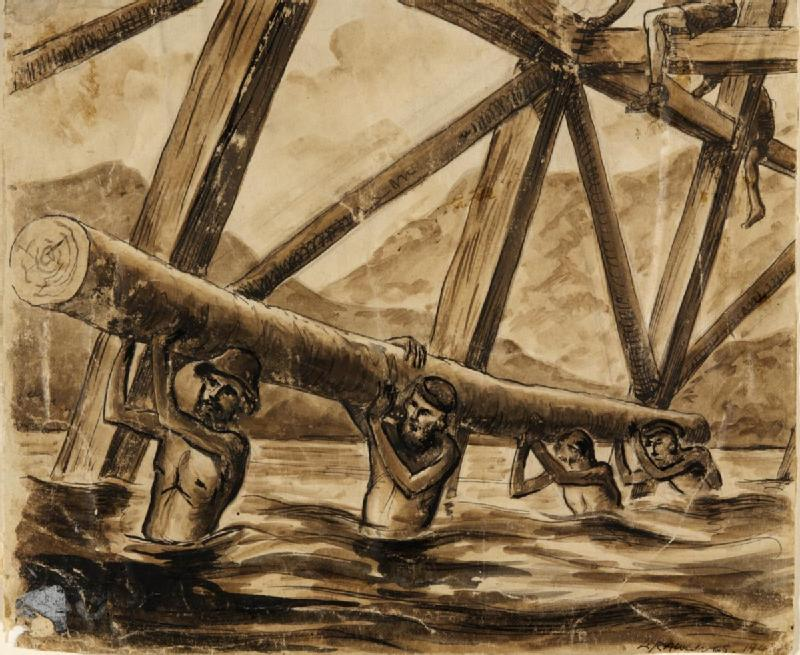
Jeńcy budujący most na rzece Kwai w rysunku z II wojny światowej

Most na rzece Kwai (ang. The Bridge on the River Kwai) – amerykańsko-brytyjski dramat wojenny z 1957 roku w reżyserii Davida Leana, oparty na powieści Pierre’a Boulle’a pod tym samym tytułem.
Fabuła powieści została w scenariuszu filmowym wzbogacona o wydarzenia, których autor nie zawarł w swym utworze.

## Treść
W czasie II wojny światowej brytyjscy jeńcy otrzymują od Japończyków rozkaz zbudowania w dzikiej dżungli mostu kolejowego na rzece Kwai w Tajlandii, przeznaczonego dla japońskich transportów wojskowych na istotnej trasie Bangkok – Rangun, nazywanej Koleją Śmierci. Dowodzący jeńcami pułkownik Nicholson (Alec Guinness) odmawia współpracy, powołując się na konwencję genewską zakazującą przymusowej pracy oficerów. Japoński komendant obozu, pułkownik Saito, lekceważąc te zasady, podejmuje wobec niego brutalne działania, które mają go zmusić do ustępstwa. Po torturze izolacji w wystawionej na słońce metalowej skrzyni, wykazujący niezłomną postawę pułkownik zostaje uwolniony ku radości swych podkomendnych. Japoński komendant zdecydowany jest kontynuować budowę mostu, lecz prowadzone niefachowo prace nie postępują naprzód także wskutek braku współdziałania i stosowania sabotażu ze strony jeńców.
W następstwie dramatycznych przejść Nicholson zmienia jednak zdanie, kierując się przy tym szczególnie pojętym dobrem podkomendnych, z zamiarem poprawienia ich morale i obozowych warunków. Szansę na to widzi w rzetelnej pracy przy budowie mostu, gdy lepiej traktowani, jeńcy byliby w pełni zajęci i odczuwaliby dumę z efektów własnego działania. Zdesperowanego opóźnianiem zadania Japończyka przekonuje argumentami techniczno-inżynieryjnymi, a swym ludziom wydaje polecenie, aby uczciwie pracowali w zamian za polepszenie warunków bytowych.
Tymczasem przebywający z Brytyjczykami w tym obozie amerykański major Shears, który planuje ucieczkę, z powodzeniem jej dokonuje docierając do linii alianckich. Mimo jego oporu, zostaje powierzone mu zadanie zniszczenia mostu na Kwai i ponownie zostaje tam wysłany z grupą dywersyjną majora Wardena. Starannie przygotowana akcja komandosów natrafia jednak na przeszkody i omal nie kończy się fiaskiem z powodu dumy, uporu i niezłomnych zasad brytyjskiego pułkownika.

## Obsada
- William Holden jako komandor United States Navy Shears
- Alec Guinness jako podpułkownik Nicholson
- Jack Hawkins jako major Warden
- Sessue Hayakawa jako pułkownik Saito
- James Donald jako major Clipton
- Geoffrey Horne jako porucznik Joyce
- André Morell jako pułkownik Green
- Peter Williams jako kapitan Reeves
- John Boxer jako major Hughes
- Percy Herbert jako szeregowy Grogan
- Harold Goodwin jako szeregowy Baker

William Holden zgodził się zagrać w filmie, mimo że nie otrzymał gwiazdorskiej gaży, jednak dzięki zapisowi kontraktu, który zagwarantował mu 10% całkowitych wpływów, zarobił miliony.

## Nagrody i nominacje
Film otrzymał Złoty Glob dla Najlepszego filmu dramatycznego oraz nagrodę BAFTA dla Najlepszego filmu.
Uzyskał siedem nagród podczas 30. ceremonii wręczenia Oscarów w 1958 w następujących kategoriach: najlepszy film, najlepszy aktor pierwszoplanowy (Alec Guinness), najlepsza reżyseria, najlepszy scenariusz adaptowany, najlepsze zdjęcia, najlepszy montaż oraz najlepsza muzyka filmowa.